# 天主教里斯本宗主教區
天主教里斯本宗主教區（拉丁語：Patriarchatus Lisbonensis）是羅馬天主教會以葡萄牙首都里斯本為中心的一個宗主教區，下轄七個教區。
宗主教區於2011年時有1,870,000名教友（佔轄區總人口83.6%），有284個堂區、566名司鐸、84名終身執事、387名修士和1,092名修女。榮休主教為厄瑪奴耳三世樞機，輔理主教為若亞敬·奧斯定·達-西爾瓦-門德斯、但尼爾·巴塔爾阿-恩里克斯和阿梅里科·厄瑪奴耳·阿爾韋斯-阿吉阿爾。
4世紀升為教區，716年至1147年因摩爾人入侵而懸空。1394年升為總教區，1716年升為宗主教區。